# Carea dione
Carea dione är en fjärilsart som beskrevs av Swinhoe 1905. Carea dione ingår i släktet Carea och familjen trågspinnare. Inga underarter finns listade i Catalogue of Life.